# Heterocola pappi
Heterocola pappi är en stekelart som beskrevs av Kolarov 1989. Heterocola pappi ingår i släktet Heterocola och familjen brokparasitsteklar. Inga underarter finns listade i Catalogue of Life.